# 山梨知彦
山梨 知彦（やまなし ともひこ、1960年6月14日 -　）は、日本の建築家。日建設計常務執行役員、設計部門代表。日本建築学会賞作品賞（2014年）、JIA日本建築大賞（2011年）、JIA新人賞（2009年）など、多数を受賞。

## 略歴
- 1984年 東京芸術大学美術学部建築科卒業[2]。
- 1986年 東京大学大学院工学系研究科都市工学専攻修士課程修了[2]。株式会社日建設計入社。
- 2011年 同社執行役員。
- 2017年 同社常務執行役員

東京藝術大学、東京大学、日本大学、芝浦工業大学、宮城大学、神奈川大学、東海大学で、非常勤講師もつとめてきた。

## 主要作品
- 飯田橋ファーストビル/ファーストヒルズ飯田橋（2000年）
- ワールドシティタワーズ（2006年）
- 神保町シアタービル （2007年）
- 木材会館 （2009年）
- ホキ美術館（2010年）
- 三井住友銀行本店ビルディング（2010年）
- ソニーシティ大崎（2011年）
- ラゾーナ川崎東芝ビル（2013年）
- 桐朋学園大学調布キャンパス1号館（2014年）
- On the water(2016年)
- 長崎県庁舎(2017年)

## 受賞
- 1995年　千葉市建築賞（幕張新都心住宅パティオス5番街）
- 1995年　千葉県都市景観賞（幕張新都心住宅パティオス5番街）
- 1996年　中部建築賞（桐朋オーケストラ・アカデミー）
- 2001年　東京建築賞・住宅部門最優秀賞（飯田橋ファーストビル／ファーストヒルズ飯田橋）
- 2001年　BCS賞（飯田橋ファーストビル／ファーストヒルズ飯田橋）
- 2004年　グッドデザイン賞（ルネ青山ビル）、第38回SDA（Japan Sign Design Association）優秀賞（ルネ青山ビル）、JCDデザイン賞（ルネ青山ビル）、東京建築賞（ロックフィールドビル）
- 2005年　東京都建築賞優秀賞（ホギメディカル本社ビル）、日本照明学会・照明デザイン賞（ルネ青山ビル）、日本建築学会技術賞（飯田橋ファーストビル／ファーストヒルズ飯田橋）、グッドデザイン賞（桐朋学園アネックス）
- 2006年　SDレビュー（神保町シアタービル）
- 2007年　グッドデザイン賞（ワールドシティータワーズ）
- 2008年　東京建築賞最優秀賞・都知事賞（桐朋学園アネックス）、グッドデザイン賞（神保町シアタービル、乃村工藝社本社ビル、他３作品）、芦原義信賞奨励賞（神保町シアタービル）
- 2009年　日本建築家協会　新人賞（神保町シアタービル）、グッドデザイン賞（川崎クレッセントタワー）、MIPIM ASIA　大賞（木材会館）
- 2010年　日本建築家協会賞（木材会館）
- 2011年　日本建築家協会日本建築大賞（ホキ美術館）、BCS賞（ホキ美術館）
- 2012年　BCS賞（ホキ美術館）、World Architectural Festival, Production, Energy and Recycling部門優勝（ソニーシティ大崎）
- 2013年　BCS賞（木材会館）
- 2014年　日本建築学会賞作品賞、BCS賞（ソニーシティ大崎、ＮＢＦ大崎ビル）
- 2017年　BCS賞（桐朋学園大学調布キャンパス1号館）
- 2018年　RIBA Award for International Excellence 2018（桐朋学園大学調布キャンパス1号館）

## 著作
- 『Google SketchUpスーパーマニュアル』（日本実業出版　2008年）
- 『業界が一変するBIM建設革命』（日本実業出版　2009年）
- 『ガラス建築-意匠と機能の知識』（共著　学芸出版　2009年）
- 『20代で身につけたい　プロ建築家になる勉強法』（日本実業出版　2011年）
- 『オフィスブック』（共著　彰国社　2011年）
- 『山梨式　名建築の条件』（日経アーキテクチュア　2015年）

## 執筆
- pdweb コラム「建築デザインの素」[5]